# Deutscher Akkreditierungsrat
Der Deutsche Akkreditierungsrat (DAR) war eine vom Bund, den Ländern und der deutschen Wirtschaft gemeinsam getragene Dachorganisation deutscher Akkreditierungsstellen. Er war eine freiwillige Arbeitsgemeinschaft bürgerlichen Rechts ohne eigene Rechtspersönlichkeit.

## Geschichte
Der DAR wurde im Jahre 1991 von Ministerien des Bundes und der Länder sowie von Vertretern der deutschen Wirtschaft mit dem Ziel gegründet, die Tätigkeiten auf dem Gebiet der Akkreditierung und Anerkennung von Konformitätsbewertungsstellen unter Beachtung einer effizienten Gestaltung der Verfahren auf einem gemeinsamen hohen Qualitätsniveau zu koordinieren. Die Aufgabe der Kompetenzbestätigung von Konformitätsbewertungsstellen war organisatorisch und inhaltlich weder dem Staat noch der Wirtschaft eindeutig zugeordnet. Sie bewegte sich vielmehr in einem sich zunehmend ausdifferenzierenden Übergangsbereich staatlicher und wirtschaftlicher Kooperationsverhältnisse.
Für bestimmte Produkte, Prozesse, Dienstleistungen oder Personen gab es spezielle Rechtsvorschriften des Bundes und der Länder über eine Konformitätsbewertung im Interesse des Allgemeinwohls, z. B. § 11 des Geräte- und Produktsicherheitsgesetzes, § 15 des Medizinproduktegesetzes oder § 11 des Bauproduktengesetzes. Daneben gründeten insbesondere Verbände der Wirtschaft eigene Akkreditierungsstellen. In diesem gesetzlich nicht geregelten Bereich dienten die Konformitätsbewertung und ihre Absicherung durch die Akkreditierung primär der Vertrauensbildung im Geschäftsverkehr.
Das zersplitterte deutsche Akkreditierungswesen wurde durch den Deutschen Akkreditierungsrat (DAR) repräsentiert. Denn im Gegensatz zu vielen Mitgliedstaaten, die aufgrund der Entschließung des Rates vom 21. Dezember 1989 zu einem Gesamtkonzept für die Konformitätsbewertung eine einzige Akkreditierungsstelle auf gesetzlicher oder vertraglicher Basis errichtet hatten, gab es Deutschland keine vergleichbare Konzentration an zentraler Stelle.
Daraus ergeben sich folgende Aufgaben des DAR: 
- Dokumentation, Erfassung (z. B. Erfassung der deutschen Akkreditier- und Anerkennungsstellen von Prüflaboratorien, Zertifizierungs- und Überwachungsstellen, gegenseitige Information, Führen einer zentralen Akkreditierungs- und Anerkennungsdatenbank)
- Erstellung eines Rahmens für das deutsche Akkreditierungswesens (Regelung der Zusammenarbeit, Aufstellen einheitlicher Regeln für Urkunden, Logo und Gutachterschulungen)
- Förderung der internationalen Zusammenarbeit durch Mitarbeit in internationalen Gremien und Organisationen auf dem Gebiet des Akkreditierungswesens
- Öffentlichkeitsarbeit

Die Geschäftsstelle war bei der Bundesanstalt für Materialforschung und -prüfung in Berlin angesiedelt. 
Gemäß Art. 4 Abs. 1 der Verordnung (EG) Nr. 765/2008 mussten die Mitgliedstaaten der Europäischen Union eine einzige nationale Akkreditierungsstelle benennen. Dieser Aufforderung folgend wurde in Deutschland bis zum 1. Januar 2010 die Deutsche Akkreditierungsstelle errichtet und mit dem Gesetz über die Akkreditierungsstelle ein gesetzlicher Rahmen für die Organisation des bislang zersplitterten Akkreditierungswesens in Deutschland geschaffen. Die Akkreditierung wird seitdem als hoheitliche Aufgabe des Bundes durch die Akkreditierungsstelle durchgeführt (§ 1 AkkStelleG).

## Zusammensetzung des DAR
Am 1. Juli 2008 waren lediglich die Akkreditierungsstellen des gesetzlich nicht geregelten Bereiches sowie vier Akkreditierungsstellen des geregelten Bereiches im DAR vertreten. Gemeinsame und für alle Akkreditierungsstellen einheitliche Regeln konnten nicht durchgesetzt werden.

### Akkreditierungsstellen des gesetzlich nicht geregelten Bereichs
- Deutscher Kalibrierdienst (DKD),
- Deutsche Akkreditierungsstelle Chemie GmbH (DACH),
- Deutsches Akkreditierungssystem Prüfwesen GmbH (DAP),
- Trägergemeinschaft für Akkreditierung GmbH (TGA),
- Gesellschaft für Akkreditierung und Zertifizierung mbH (GAZ),
- German Accreditation Association (GA-A)

### Akkreditierungsstellen des gesetzlich geregelten Bereichs
- Staatliche Akkreditierungsstelle Hannover (AKS)
- Deutsche Akkreditierungs- und Zulassungsgesellschaft für Umweltgutachter (DAU)
- Kraftfahrt-Bundesamt (KBA)